# Acid acetrizoic
Axit acetrizoic (tên thương mại Gastrografina, Urografina ở Bồ Đào Nha) là một phân tử được sử dụng làm thuốc cản quang tia X.